# Lucy Worsley
Lucy Worsley (née le 18 décembre 1973) est une historienne, auteure, conservatrice et présentatrice de télévision britannique,. Elle a été conservatrice en chef adjointe des Historic Royal Palaces, mais elle est surtout connue comme présentatrice de séries télévisées sur BBC Television et Channel 5 sur des sujets historiques.

## Jeunesse et éducation
Worsley nait le 18 décembre 1973 à Reading, Berkshire, de Peter et Enid (née Kay) Worsley. Son père enseigne la géologie à l'Université de Reading, tandis que sa mère est consultante en politique et pratique éducatives. Worsley fréquente l'école Abbey School de Reading, l'école St Bartholomew's de Newbury et l'école West Bridgford de Nottingham. Elle étudie l'histoire ancienne et moderne au New College d'Oxford et obtient en 1995 un baccalauréat avec mention très bien.

## Carrière

### Conservateur et universitaire
Worsley commence sa carrière en tant que conservatrice de maisons historiques à Milton Manor, près d'Abingdon, à l'été 1995 avant de travailler pour la Society for the Protection of Ancient Buildings. De 1996 à 2002, elle est inspectrice des bâtiments historiques pour English Heritage dans la région des East Midlands. Durant cette période, elle étudie la vie de William Cavendish, 1er duc de Newcastle et écrit le guide English Heritage de sa maison, le château de Bolsover dans le Derbyshire. En 2001, elle obtient un doctorat de l'Université du Sussex pour une thèse sur le mécénat architectural de William Cavendish, premier duc de Newcastle, 1593-1676. La thèse est ensuite développée dans le livre de Worsley, Cavalier: A Tale of Chivalry, Passion and Great Houses, publié en 2007.
De 2002 à 2003, elle est responsable des projets majeurs et de la recherche pour les musées de Glasgow, avant de devenir conservatrice en chef des Historic Royal Palaces, l'organisme de bienfaisance indépendant chargé de l'entretien de la Tour de Londres, du palais de Hampton Court, des appartements d'État du palais de Kensington, de la Banqueting House à Whitehall et du palais de Kew à Kew Gardens. Elle supervise les rénovations des appartements d'État et des jardins du palais de Kensington, achevée en 2012,.
En 2005, elle est élue chercheuse principale à l'Institut de recherche historique de l'Université de Londres ; elle est également nommée professeure invitée à l'Université Kingston, dans l'ouest de Londres.
En octobre 2024, Worsley annonce qu'elle quitte son poste chez Historic Royal Palaces à la fin de l'année pour se concentrer sur son podcast Lady Killers.

### Télévision
En 2011, Worsley présente la série télévisée en quatre parties If Walls Could Talk, explorant l'histoire des maisons britanniques, des cottages paysans aux palais ; et la série en trois parties Elegance and Decadence: The Age of the Regency. En 2012, elle co-présente la série télévisée en trois parties Antiques Uncovered, avec l'expert en antiquités et objets de collection Mark Hill et (diffusée en même temps) Harlots, Housewives and Heroines, une série en trois parties sur la vie des femmes après la guerre civile et la restauration de Charles II. Plus tard cette année-là, elle présente un documentaire sur Dorothy Hartley (en), Food in England, dans le cadre du volet « Food and Drink » de la BBC Four.
Sa série de la BBC, A Very British Murder (et le livre qui l'accompagne, également publié sous le titre The Art of the English Murder) examine « l'obsession nationale morbide » du meurtre. La série examine un certain nombre d'affaires du XIXe siècle, à commencer par les meurtres de Ratcliff Highway qui ont attiré l'attention nationale en 1811, le Meurtre de la grange rouge de 1826 et l'affaire « Bermondsey Horror » de Frederick et Marie Manning en 1849.
En 2014, la série en trois parties The First Georgians: The German Kings Who Made Britain explore les contributions des rois d'origine allemande George Ier et George II. La série explique pourquoi George Ier, de Hanovre, a été choisi comme monarque britannique, comment son fils très différent, George II, lui a succédé et pourquoi, sans l'un ou l'autre, le Royaume-Uni actuel serait probablement un endroit très différent. La série met l’accent sur l’influence positive de ces rois tout en montrant les défauts de chacun. A Very British Romance, une série en trois parties pour BBC Four, est basée sur les romans romantiques et cherche à découvrir les forces qui façonnent l'idée très britannique du « heureux pour toujours » et comment les sentiments des Britanniques ont été affectés par les idées sociales, politiques et culturelles.
En 2016, Worsley présente le documentaire en trois parties Empire of the Tsars: Romanov Russia with Lucy Worsley en janvier et Lucy Worsley: Mozart's London Odyssey en juin. En septembre 2016, elle tourne une série, A Very British History, pour BBC Four. En décembre, elle présente des récits de la série en trois parties de la BBC Six Wives with Lucy Worsley. En 2017, elle présente une série en trois parties intitulée British History's Biggest Fibs with Lucy Worsley, démystifiant les points de vue historiques sur la Guerre des Deux-Roses, la Glorieuse Révolution et l'occupation britannique de l'Inde.
En 2019, Worsley présente American History's Biggest Fibs, examinant l'histoire fondatrice de la nation et la Révolution américaine, la guerre civile américaine et la guerre froide.
En février et mars 2020, la première saison de Royal History's Biggest Fibs with Lucy Worsley est diffusée sur BBC Four ; la série en trois parties découvre comment l'histoire de la Réforme, de l'Armada espagnole et de la reine Anne et de l'Union ont été manipulées et mythifiées.
En novembre 2020, la deuxième saison de Royal History's Biggest Fibs with Lucy Worsley est diffusée sur BBC2, couvrant les mythes derrière la Révolution française, George IV et la Révolution russe.
En 2022, Lucy Worsley Investigates débute. Ce programme d'une heure examine les événements majeurs de l'histoire britannique, notamment la peste noire, la folie du roi George et les princes de la tour..

### Ecrivaine
Worsley publie un certain nombre de livres, de nombreux guides sur les maisons et autres. Courtiers: The Secret History of the Georgian Court (2011) est son ouvrage le plus récent sur l’histoire. En 2014, BBC Books publie son livre, A Very British Murder, basé sur la série. En avril 2016, Worsley publie son premier roman pour enfants, Eliza Rose, sur une jeune fille noble dans une cour Tudor,. En 2017, Worsley publie une biographie de Jane Austen intitulée Jane Austen at Home: A Biography.
Worsley écrit également le livre pour jeunes adultes Lady Mary, un livre basé sur l'histoire qui détaille la vie de Marie Ire, fille d'Henri VIII et de Catherine d'Aragon, à l'époque du divorce de ses parents.

## Vie privée
Worsley vit à Southwark au bord de la Tamise, dans le sud de Londres, avec son mari, l'architecte Mark Hines qu'elle a épousé en novembre 2011. 
En tant que présentatrice de télévision, elle est connue pour avoir un rhotacisme, un trouble mineur de la parole qui affecte sa prononciation du « r ». Lorsqu'elle passe de BBC Four à BBC Two pour la série Fit to Rule: How Royal Illness Changed History, elle travaille avec un orthophoniste pour l'aider à améliorer sa prononciation, mais en vain.
En février 2015, la Royal Television Society nomme Worsley (meilleur présentateur) et The First Georgians (meilleur programme historique) lors de ses prix annuels. En juillet 2015, elle est nommée docteure honoris causa en lettres par l'Université du Sussex (où elle a obtenu son doctorat). Elle est nommée Officier de l'Ordre de l'Empire britannique (OBE) lors des honneurs d'anniversaire de 2018 pour services rendus à l'histoire et au patrimoine.